# August Ferdinand Rohde
August Ferdinand Rohde (auch Rohede) (* 20. Juni 1879 in Marburg; † 27. Mai 1947 in Hamburg) war ein deutscher Gutsbesitzer und Abgeordneter des Provinziallandtages der preußischen Provinz Hessen-Nassau.

## Leben
August Ferdinand Rohde war der Sohn des Karl Christian Hugo Rohde und dessen Ehefrau Dorothea Maria Block. Er war in Frankenhausen (Grebenstein) Pächter einer Domäne und engagierte sich in der Kommunalpolitik. 1925 war er Fraktionsvorsitzender der Hessischen Arbeitsgemeinschaft. Als einer der Vertreter aus dem Stand der höchstbesteuerten Grundbesitzer und Gewerbetreibenden aus dem Landkreis Hofgeismar erhielt er 1930 einen Sitz im Kurhessischen Kommunallandtag des Regierungsbezirks Kassel, aus dessen Mitte er zum Abgeordneten des Provinziallandtages der Provinz Hessen-Nassau bestimmt wurde. Er war Mitglied des Eingabeausschusses und blieb bis 1932 in den Parlamenten. 